# Helmut Sörensen
Helmut Sörensen (* 12. April 1936 in Hamburg) ist ein deutscher Rheumatologe und seit 1985 Landesvorsitzender der Deutschen Rheuma-Liga Berlin.

## Leben und Wirken
Helmut Sörensen ging in Berlin und Hamburg zur Schule und wurde nach dem Medizinstudium 1963 Arzt. Seine Ausbildung setzte er zunächst als Pathologe in Bremen, später als Internist und Rheumatologe an der University of Pennsylvania in Philadelphia, USA, fort. Wegen des Vietnamkrieges kehrte er nach sechs Jahren in den USA wieder nach Deutschland zurück und arbeitete von 1971 bis 1977 als Assistent der Inneren Klinik des Klinikum Westend der Freien Universität Berlin. Zwischen 1977 und 1980 war Sörensen ärztlicher Berater im Organisations- und Planungsstab des Klinikum Charlottenburg der Freien Universität Berlin. Von 1980 bis 1986 wirkte er als Oberarzt der Inneren-Rheumatologischen Abteilung des Immanuel-Krankenhauses, Rheuma-Klinik in Berlin-Wannsee, am Aufbau der Rheuma-Ambulanz mit. 1983 war er Mitbegründer der Gesellschaft zur Erforschung rheumatischer Erkrankungen Forschungszentrum Berlin e. V. Er ist seit 1985 Landesvorsitzender der Deutschen Rheuma-Liga Berlin. Zwischen 1987 und 2002 war Sörensen Chefarzt der Inneren-Rheumatologischen Abteilung des Immanuel-Krankenhauses. 1988 war er an der Errichtung des Deutschen Rheumaforschungszentrums Berlin beteiligt.
1972 etablierte er seine „Rheumasprechstunde Dr. Sörensen“, zuerst in der Medizinischen Poliklinik Westend, dann im Immanuel-Krankenhaus. 1996 erhielt er auf Vorschlag von Patienten das Bundesverdienstkreuz.
Sörensen ist Mitglied der Deutschen Gesellschaft für Rheumatologie, des Regionalen Rheumazentrums Berlin und „International Fellow of the American College of Rheumatology“. Das von ihm initiierte Rheumaprojekt Berlin-Brandenburg (GmbH) ist ein Beitrag zur Aufrechterhaltung der medizinischen Versorgung Rheumakranker und bietet rheumatologischen Arztpraxen Hilfen zum Überleben.
Seit Mai 2002 ist er Leitender Arzt am Krankenhaus Waldfriede in Berlin-Zehlendorf und führt dort neben einer Abteilung für klinische Rheumaforschung seine 1972 begonnene Rheumasprechstunde fort.

## Auszeichnungen
- 1996: Bundesverdienstkreuz am Bande
- 2011: Bundesverdienstkreuz 1. Klasse